# عددنویسه

عددنویسه‌های گوناگون در میان کشورهای جهان

عددنویسه (به انگلیسی: Numeral) یک یا چند نماد یا واژه‌ای در یک زبان طبیعی است، برای نشان دادن یک شماره (عدد). عدد یک مفهوم است که نمی‌توان با چشم آن را دید. درحالی‌که عددنویسه یک نماد هندسی است که برای آن مفهوم به کار می‌رود و با چشم دیده می‌شود. نسبت «عددنویسه» به «عدد» مانند نسبت «واژه» است به «چیزی» که آن واژه به آن اشاره دارد. نمادهای «۱۲»، «دوازده»، «۱۲»، «XII» عددنویسه‌هایی هستند که همگی یک عدد را در پایه ده نمایش می‌دهند. یک عددنویسه در حقیقت توالی رقم‌ها است.

## تاریخچه
| پارسی    | ۱  | ۲  | ۳   | ۴  | ۵  | ۶  | ۷   | ۸    | ۹  | ۱۰   |
| عربی     | ۱  | ۲  | ۳   | ٤  | ٥  | ٦  | ۷   | ۸    | ۹  | ١٠   |
| دیوانگری | १  | २  | ३   | ४  | ५  | ६  | ७   | ८    | ९  | १०   |
| عبری     | א  | ב  | ג   | ד  | ה  | ו  | ז   | ח    | ט  | י    |
| لاتین    | 1  | 2  | 3   | 4  | 5  | 6  | 7   | 8    | 9  | 10   |
| مالایام  | ൧  | ൨  | ൩   | ൪  | ൫  | ൬  | ൭   | ൮    | ൯  | ൧൦   |
| چینی     | 一 | 二 | 三  | 四 | 五 | 六 | 七  | 八   | 九 | 十   |
| سوژو     | 〡 | 〢 | 〣  | 〤 | 〥 | 〦 | 〧  | 〨   | 〩 | 〡〇 |
| رومی     | I  | II | III | IV | V  | VI | VII | VIII | IX | X    |
| تایلندی  | ๑  | ๒  | ๓   | ๔  | ๕  | ๖  | ๗   | ๘    | ๙  | ๑๐   |

در آغاز شماره‌ها را با چوبخط نمایش می‌دادند. زمانی دراز طول کشید تا بشر بتواند نشانه‌هایی هندسی برای نمایش شماره‌ها بسازد. این نمادهای نشان‌دهندهٔ عددها پیش از نشانه‌های دیگر ساخته شده‌اند. در آغاز پیدایش شمارش واژه‌های شمارش وابسته به جنس چیزها بود. مثلا واژهٔ بازگویندهٔ پنج مرد با واژهٔ بازگویندهٔ پنج اسب یا پنج قرص نان تفاوت داشت. بعدها پنج بودن ویژگی مشترک آن‌ها شناخته شد و این پنج بودن نام خود را مستقل از جنس چیزها به دست آورد.